# David Reid
David Terrell Reid (Filadelfia, 17 de septiembre de 1973) es un deportista estadounidense que compitió en boxeo. Participó en los Juegos Olímpicos de Atlanta 1996, obteniendo una medalla de oro en el peso semimedio.
En marzo de 1997 disputó su primera pelea como profesional. En marzo de 1999 conquistó el título mundialal de la AMB, en la categoría de peso superwélter, que perdió en marzo de 2000.

## Palmarés internacional
| Juegos Olímpicos | Juegos Olímpicos         | Juegos Olímpicos | Juegos Olímpicos |
| Año              | Lugar                    | Medalla          | Categoría        |
| ---------------- | ------------------------ | ---------------- | ---------------- |
| 1996             | Atlanta (Estados Unidos) | Medalla de oro   | 71 kg            |